# Go West (album)
Albums de Village People
Cruisin'
(1978) Live and Sleazy
(1979)
Singles
1. In the Navy
Sortie : 17 mars 1979
2. Go West
Sortie : June, 1979

Go West est le quatrième album du groupe américain Village People. Il est sorti en mars 1979 sur le label Casablanca Records.
Aux États-Unis, l'album a débuté à la 25e place du classement des albums de Billboard la semaine du 14 avril 1979 et a atteint la 8e place pour trois semaines en mai—juin (celles du 19 et du 26 mai et du 2 juin),,.

## Liste des pistes
Toutes les chansons sont écrites et composées par Henri Belolo, Jacques Morali et Victor Willis.
| No | Titre                   | Durée |
| -- | ----------------------- | ----- |
| 1. | In the Navy             | 5:39  |
| 2. | Go West                 | 4:10  |
| 3. | Citizens of the World   | 5:32  |
| 4. | I Wanna Shake Your Hand | 4:40  |
| 5. | Get Away Holiday        | 5:22  |
| 6. | Manhattan Woman         | 5:10  |